# Ксиропотамо (дем Аристотел)
Ксиропо̀тамо  (на гръцки: Ξηροπόταμο, катаревуса Ξηροπόταμον, Ксиропотамон) е село на Халкидическия полуостров, Гърция, част от дем Аристотел, област Централна Македония. 

## География
Ксиропотамо е разположено на южния бряг на полуостров Света гора, южно от демовия център Йерисос. Югоизточно от него е крайбрежното блато Озолимнос.

## История
Мястото се споменава като Озолимнос още през X век. Монашеските документи от XIV век сочат, че тогава цялата област е собственост на манастира Ксиропотам. Най-вероятно тогава е построена и кулата. Североизточно от селото са развалините на Озолимненската кула, пазеща в миналото метоха на Ксиропотам.
Метохът е експроприиран през 1930 година, както се случва с много други метоси на Халкидики, за да се заселят там бежанци от Мала Азия. Въпреки това, за разлика от други бежански селища, Ксиропотамо не се развива, защото мястото е поразено от малария поради Озолимнос. Селището е малко, тъй като поради блатото, няма добър плаж.